# Rondo Jana Nowaka-Jeziorańskiego
Rondo Jana Nowaka-Jeziorańskiego – rondo zlokalizowane w Poznaniu, na obszarze SIM Grunwald, na pograniczu terenów trzech osiedli administracyjnych – Grunwaldu Południe, Św. Łazarza i Starego Grunwaldu.
Rondo stanowi skrzyżowanie ulic: Grunwaldzkiej (południowy zachód-północny wschód), Stanisława Przybyszewskiego (północ) i Władysława Reymonta (południe). Powstało w 1979 roku, w miejscu wcześniej istniejącego skrzyżowania. Stanowi ważny węzeł przesiadkowy dla komunikacji tramwajowej oraz autobusowej. Przez rondo przebiega II rama komunikacyjna oraz droga wojewódzka nr 433. W latach 1986–2014 leżało w ciągu miejskiego odcinka drogi krajowej nr 11 o relacji Kołobrzeg – Poznań – Bytom.
Obecną nazwę obiekt uzyskał dopiero w 2005 roku i choć oficjalnie nie posiadał żadnej nazwy, zwyczajowo był nazywany rondem Przybyszewskiego. Nazwa ta pojawiała się również na niektórych mapach i w atlasach samochodowych.
W latach 2011–2012 dokonano przebudowany ronda. W ramach prac zmieniono jego geometrię, dobudowano dodatkowe pasy ruchu oraz gruntownie zmodernizowano sygnalizację świetlną. W ciągu torowiska na ulicach Przybyszewskiego i Reymonta zbudowano także krótki buspas celem usprawnienia przejazdu miejskich autobusów.

## Komunikacja miejska
Przez rondo poprowadzono liczne linie tramwajowe i autobusowe, kursujące na zlecenie poznańskiego Zarządu Transportu Miejskiego. Według stanu na 13 grudnia 2021 roku są to następujące połączenia:
- linie tramwajowe[10]
  -  1 Franowo ↔ Budziszyńska
  -  6 Budziszyńska ↔ Miłostowo
  -  7 Ogrody ↔ Połabska
  -  13 Budziszyńska ↔ Unii Lubelskiej
  -  15 Budziszyńska ↔ Osiedle Sobieskiego

- linie autobusowe[11]
  - dzienne
    -  145 Kacza ↔ Dworzec Zachodni

  - nocne[12]
    -  214 Junikowo[c] ↔ Radojewo
    -  224 Boranta ↔ Junikowo PKM[d].